# Ustrych (Stawiguda)
Ustrych (deutsch Ustrich) ist ein Ort in der polnischen Woiwodschaft Ermland-Masuren. Er gehört zur Gmina Stawiguda (Landgemeinde Stabigotten) im Powiat Olsztyński (Kreis Allenstein).

## Geographische Lage
Ustrych liegt am Nordufer des Lansker Sees (polnisch Jezioro Łańskie) bzw. 1,5 Kilometer westlich des Ustrich-Sees (Jezioro Ustrych) im Westen der Woiwodschaft Ermland-Masuren. Bis zur Kreis- und Woiwodschaftshauptstadt Olsztyn (deutsch Allenstein) sind es 16 Kilometer in nördlicher Richtung.

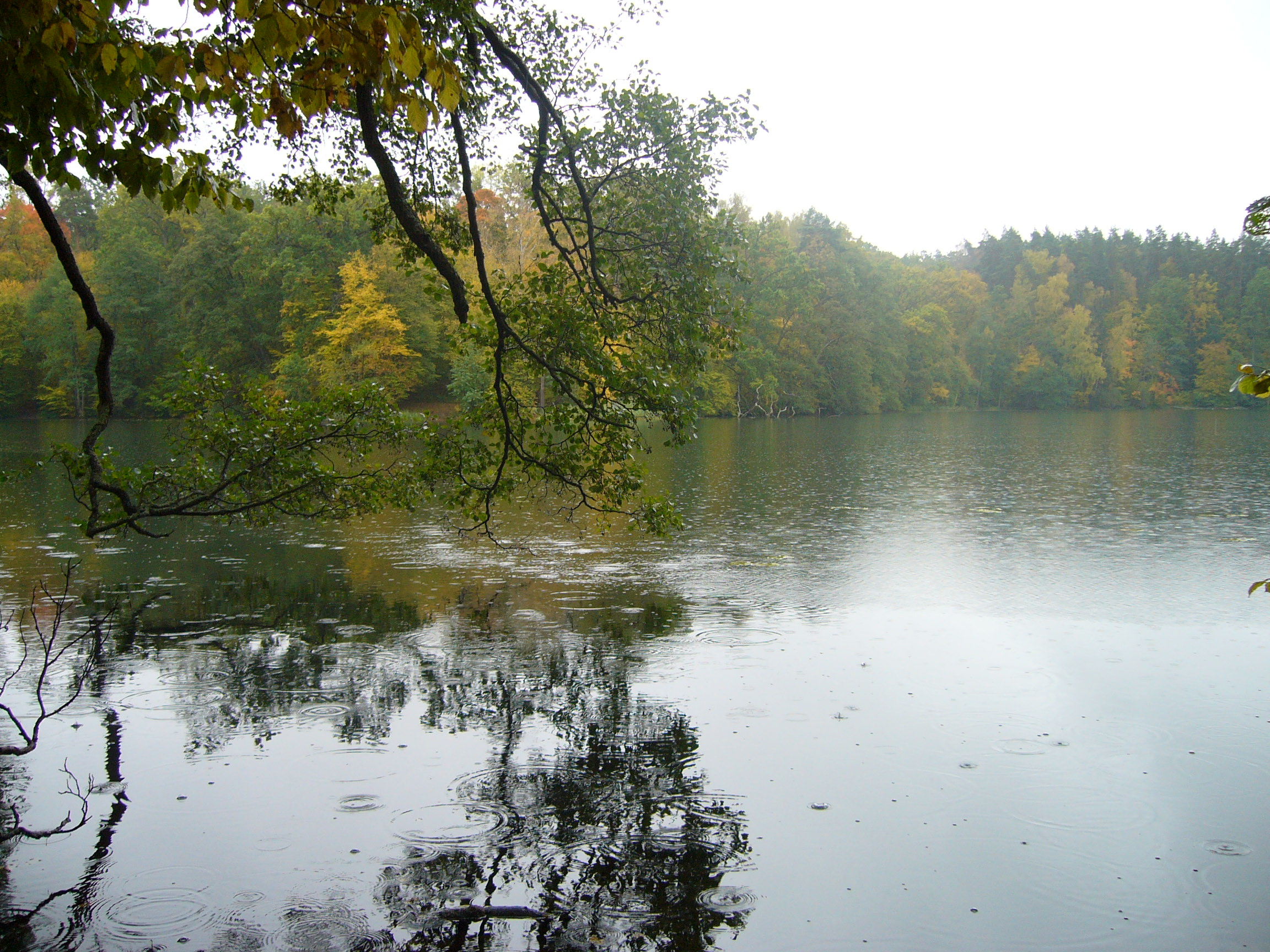
Am Jezioro Ustrych (Ustrich-See)

## Geschichte
Die zum Staatsforst Lanskerofen gehörende Försterei Ustrich war bis 1945 ein Wohnplatz in der Gemeinde Lanskerofen (polnisch Łańsk) im Kreis Allenstein in Ostpreußen. Bei der Volkszählung am 1. Dezember 1905 gab es in Ustrich eine Wohnstätte bei vier Einwohnern.
Als 1945 in Kriegsfolge das gesamte südliche Ostpreußen an Polen überstellt wurde, erhielt Ustrich die polnische Namensform „Ustrych“. Die kleine Osada leśna (= „Waldsiedlung“) gehört jetzt zur Landgemeinde Stawiguda (Stabigotten) im Powiat Olsztyński (Kreis Allenstein), bis 1998 der Woiwodschaft Olsztyn, seither der Woiwodschaft Ermland-Masuren zugehörig.

## Kirche
Bis 1945 war Ustrich in die evangelische Kirche Allenstein in der Kirchenprovinz Ostpreußen der Kirche der Altpreußischen Union, außerdem in die römisch-katholische Kirche Nußtal (polnisch Orzechowo) im damaligen Bistum Ermland eingepfarrt.
Heute gehört Ustrych zur evangelischen Christus-Erlöser-Kirche Olsztyn in der Diözese Masuren der Evangelisch-Augsburgischen Kirche in Polen sowie zur römisch-katholischen Pfarrei Pluski (Groß Plautzig) im heutigen Erzbistum Ermland.

## Verkehr
Ustrych liegt an einer Nebenstraße, die von Dorotowo (Darethen) nach Łańsk (Lanskerofen) führt. Eine Bahnanbindung besteht nicht.